# Hardeep Singh
Hardeep Singh (20 de diciembre de 1990) es un luchador indio de lucha grecorromana. Compitió en dos campeonatos mundiales consiguiendo un 12.º puesto en 2014. Conquistó una medalla de plata en Campeonato Asiático de 2016. Ganó la medalla de oro en Campeonato de la Mancomunidad de 2013.